# Ibn Said al-Maghribi
Alī ibn Mūsā ibn Sa'īd al-Magribī (علي بن موسى بن سعيد المغربي), (Alcalá la Real, 1213 - Túnez o Alepo, 1275 o 1286) fue un historiador, geógrafo y compilador de poesía que vivió en al-Ándalus. Sufrió el exilio andalusí, por lo que creció en Marrakech, aunque estudió en Sevilla. A lo largo de su vida residió además en Túnez, Alejandría, El Cairo, Jerusalén y Alepo, entre otras ciudades.
Es autor de dos célebres antologías biográficas de poetas árabes de al-Ándalus y el Magreb Al-Mugrib fī ḥulā al-Magrib (Lo extraordinario sobre las joyas de Occidente) y Kitāb rāyāt al-mubarrizīn wa-gāyāt al-mumayyizīn (El libro de las banderas de los campeones). Este libro evidencia cuán importante era la poesía amorosa en la educación andalusí, y recoge unos de los pocos restos históricos de amor entre hombres de la época (que causaron un pequeño escándalo cuando apareció la primera entrega de la traducción de García Gómez en la Revista de Occidente en 1928). Este tipo de poesía tuvo una gran influencia en las ideas de la caballería de la Europa medieval, aunque la caballería europea estaba estrictamente limitada al amor entre hombres y mujeres.
En 1250 publicó el Kitāb al-Jugrāfīyā (Libro de la Geografía) en el que integra las experiencias de sus viajes por todo el mundo islámico y las costas del océano Índico. Ibn Sa'īd también visitó Armenia y estuvo en la corte de Hulagu entre 1256 y 1265.

## Obras
- Kitāb rāyāt al-mubarrizīn wa-gāyāt al-mumayyizīn, 'El libro de las banderas de los Campeones'. (1242)
- Al-Mugrib fī ḥulā al-Magrib, 'Lo extraordinario sobre las joyas de Occidente'. (alrededor de 1240)
- Kitāb al-Jugrāfīyā, 'Libro de la Geografía'. (1250)